# Кеуєшть (Ясси)
Кеуєшть, Кеуєшті (рум. Căuești) — село у повіті Ясси в Румунії. Входить до складу комуни Шкея.
Село розташоване на відстані 297 км на північ від Бухареста, 26 км на південь від Ясс.

## Населення
За даними перепису населення 2002 року у селі проживали 565 осіб, усі — румуни. Усі жителі села рідною мовою назвали румунську.